# Cachoeira Cortina da Onça
A Cachoeira Cortina da Onça é uma queda-d'água localizada em Tangará da Serra, Mato Grosso.
A 120 km  do centro da cidade em uma propriedade particular localizada junto a Serra do Parecis, a Cachoeira Cortina da Onça é um ótimo cenário para quem gosta de desfrutar de muita aventura e de uma paisagem encantadora. Na cachoeira é possível realizar o cascading de aproximadamente 80 metros, onde também se encontram grutas (É um dos maiores rapel em cachoeira do estado de Mato Grosso).